# Raveniola vonwicki
Raveniola vonwicki är en spindelart som beskrevs av Sergei Zonstein 2000. Raveniola vonwicki ingår i släktet Raveniola och familjen Nemesiidae.
Artens utbredningsområde är Iran. Inga underarter finns listade i Catalogue of Life.